# Румде Аджія (стадіон)
Стадіон Румде Аджія (фр. Stade Roumdé Adjia) — футбольний стадіон у камерунському місті Гаруа, столиці Північного регіону. Є домашньою ареною футбольного клубу «Котон Спорт».

## Історія
Стадіон розташований приблизно за три кілометри від центру міста в районі Бенуе і був відкритий у 1978 році.
16 листопада 2008 року тут відбувся фінальний матч-відповідь Ліги чемпіонів КАФ між клубами «Котон Спорт» та «Аль-Аглі» (Каїр) (2:2).
До Кубка африканських націй 2019 року стадіон було реконструйовано і він став вміщати 25 000 глядачів. Втім у листопаді 2018 року турнір був відібраний у Камеруну через затримки в будівництві та інфраструктурі та перенесений до Єгипту.
В результаті Камерун отримав право на проведення наступного Кубка африканських націй, що пройшов на початку 2022 року і стадіон прийняв 8 ігор турніру.